# سیارک ۲۰۱۱۵
سیارک ۲۰۱۱۵ (به انگلیسی: 20115 Niheihajime، نامگذاری:1995VC1)۲۰۱۱۵مین سیارک کشف شده‌است که در ۱۲ نوامبر ۱۹۹۵ کشف شد.